# Arthur Aikin
Arthur Aikin (19 maig 1773 – 15 abril 1854) va ser un químic anglès, mineralogista i escriptor científic, a més a més, va ser fundador de la Societat Química el 1841 (actualment la Royal Society of Chemistry). Primer va ser un tresorer i després va passar a ser el segon president de la Societat (1843-1845).

## Vida
Va néixer a Warrington, Lancashire en una distingida família literària de prominents unitaris. El seu familiar més reconegut va ser la seva tieta paterna, Anna Letita Barbauld, una dona de lletres que va escriure poesies i assaigs, així també com literatura infantil.
El seu pare, el Dr John Aikin, va ser un metge, historiador i autor. El seu avi (1713-1780) va ser un erudit unitari i tutor teològic, el qual va estar relacionat estretament amb la Academia de Warrington. La seva germana Lucy (1781-1864) va ser una escriptora històrica. El seu germà Charles va ser adoptat per la seva tieta reconeguda i va ser criat juntament amb el seu cosí.
Des de ben petit va anar a l'escola pública i més tard a l'escola de la Sr. Barbauld, a Palgrave, Suffolk. Arthur Aikin va estudiar química sota la influència de Joseph Priestley, el qual va ser amic del seu pare, en el New College de Hackney i va posar especial atenció a les aplicacions pràctiques de la ciència. Joseph Priestley també va guiar a l'Arthur en l'estudi de la mineralogia i de la botànica. El seu pare va formar part activa de la seva formació i va preparar l'ús dels llibres dirigits per joves, entre ells «Cartes d'un pare a un fill» (Letters from a Father to his Son).
Una de les seves publicacions Journal of a Tour through North Wales and Part of Shropshire with Observations in Mineralogy and Other Branches of Natural History es va basar en un viatge que va fer amb el seu germà Charles i un amic, al nord de Gal·les i Shropshire. Quan era jove va ser ministre unitari però per poc temps. Aikin va ser professor de química en l'Hospital de Guy durant trenta-dos anys.

## Feines exercides
- 1801-1806: President de la Societat Mineralògica Britànica, el 1806 es va fusionar amb la Societat Askesian.
- 1803-1808: Escriptor de la revista anual.
- 1805: Titular de la institució de Londres, que va ser fundada oficialment el 1806.
- 1807: Fundador de la Societat Geològica de Londres.
- 1813-1814: Durant uns anys es va dedicar a donar conferències.
- 1814: Va publicar el seu manual de mineralogia.
- 1817: Va passar a ser Secretari remunerat de la Societat d'Arts i va conservar el lloc fins que va renunciar al cap de vint-i-tres anys (1840).
- 1818: Escollit com a membre de la Societat de Linnean.
- 1820: Es va incorporar a la institució d'enginyers civils.
- 1841: Fundador de la Societat Química de Londres i primer tresorer.
- 1843-1845: Va passar a ser el segon president de la Societat Química de Londres.

La seva manera d'escriure i el periodisme van ser útils per la publicació de notícies científiques estrangeres pel públic britànic. Arthur Aikin mai es va casar i va morir a Hoxton, Londres el 15 d'abril de 1854.

## Publicacions
Arthur Aikin va publicar en diferents revistes i diaris:
- Journal of a Tour through North Wales and Part of Shropshire with Observations in Mineralogy and Other Branches of Natural History (London, 1797)
- A Manual of Mineralogy (1814; ed. 2, 1815)
- A Dictionary of Chemistry and Mineralogy (juntament amb el seu germà C. R. Aikin), 2 vols. (London, 1807, 1814)